# Krimi
Krimi (afkorting voor kriminalfilm of kriminalroman) is de Duitstalige benaming van het film- en literatuurgenre waarin criminaliteit de hoofdrol speelt. In het Nederlands wordt de term "krimi" gebruikt om de (voor typisch gehouden) Duitse aanpak van het misdaadgenre te onderscheiden van de typisch Britse variant (detective) en de Amerikaanse. In het Nederlands spreken we, naar het Franse 'policier', ook wel van een politieserie of politieroman.

## Televisieseries
Onder andere:
- Adelheid und ihre Mörder
- Bella Block
- Blutige  Anfänger
- Bronski und Bernstein
- Cobra 11
- Commissario Laurenti
- Das Duo
- Das Quartett
- Dengler
- Der Alte (Onze ouwe)
- Der Amsterdam Krimi
- Der Athen Krimi
- Der Barcelona Krimi
- Der Bozen Krimi
- Der Bulle und das Landei
- Der Dänemark Krimi
- Der Ermittler
- Der Flensburg Krimi
- Der Gute Bulle
- Der Irland Krimi
- Der Island Krimi
- Der Kommissar
- Der Kommissar und das Meer
- Der Kriminalist
- Der Kroatien Krimi
- Der letzte Zeuge
- Der Lissabon Krimi
- Der Masuren Krimi
- Der Metzger
- Der Prag Krimi
- Der Staatsanwalt
- Der Tel Aviv Krimi
- Der Urbino Krimi
- Der Usedom Krimi
- Der Wien Krimi / Blind Ermittelt
- Der Zürich Krimi
- Derrick
- Die Chefin
- Die Füchsin
- Die Jägerin
- Die Kommissarin
- Die Rosenheim Cops
- Die Toten von Bodensee
- Die Toten von Salzburg
- Donna Leon
- Dresden Mord / Die Wallensteins
- Ein Fall für zwei
- Ein Krimi aus Passau
- Ein Schwarzwaldkrimi
- Ein starkes Team
- Ein Taunuskrimi
- Einsatz in Hamburg
- Erzgebirgskrimi
- Flemming
- Friesland
- Grossstadtrevier
- Harter Brocken
- Hartwig Seeler
- Hattinger
- Hauptkommissar Jan Fabel
- Heimatkrimi
- Heldt
- Helen Dorn
- Herr und Frau Bulle
- In Wahrheit
- Inspector Mathias
- Inspektor Barbarotti
- Inspektor Jury
- Jenseits der Spree
- Kolleginnen
- Kommissar Dupin
- Kommissar Labrea
- Kommissar Marthaler
- Kommissar Pascha

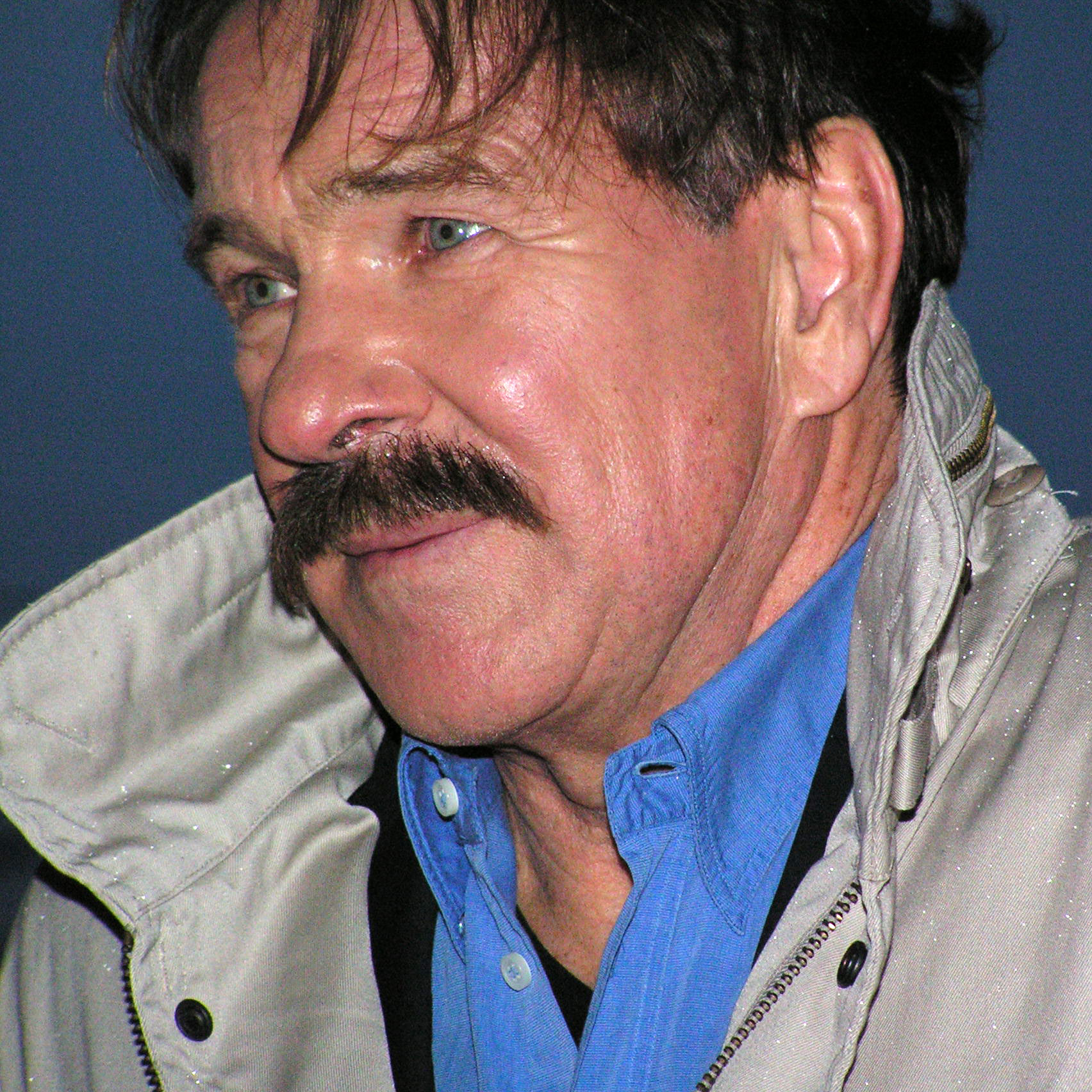
Götz George als Horst Schimanski in Tatort

- Kommissar Rex (Italiaans-Oostenrijkse krimi)
- Kommissar Van der Valk
- Kommissarin Heller
- Kommissarin Louise Boni
- Kommissarin Lucas
- Letzte Spur Berlin
- Lotte Jäger
- Marie Brand und…
- Matula
- Mord in bester Gesellschaft
- Mord mit Aussicht
- Morden im Norden
- Mordkommission Istanbul
- Mordkommission Königswinkel
- München Laim
- München Mord
- Nachtschicht
- Neben der Spur
- Nord bei Nordwest
- Nord Nord Mord
- Nordholm
- Nordisch Herb
- Ostfrieslandkrimis
- Pfarrer Braun
- Polizeiruf 110 (collectief)
- Rentnercops
- Rosa Roth
- Sarah Kohr
- Schimanski
- Schuld nach Von Schirach
- Schwartz und Schwartz
- Schwarzach 23
- Siska
- SOKO Hamburg
- SOKO Kitzbühel
- SOKO Köln
- SOKO Leipzig
- SOKO Linz
- SOKO München / SOKO 5113
- SOKO Potsdam
- SOKO Rhein-Main
- SOKO Stuttgart
- SOKO Wien / SOKO Donau
- SOKO Wismar
- Solo für Weiss
- Spreewaldkrimi
- Spuren des Bösen
- Stralsund
- Stunde des Bösen
- Tatort (collectief)
- Über die Grenze
- Unter anderen Umständen
- Unter Verdacht
- Varg Veum / Der Wolff
- Wilsberg
- Wolffs Revier
- Wolfsland
- Zorn

## Films
Onder andere:
- Die Apothekerin
- Die Häupter meiner Lieben
- Der Krieger + Die Kaiserin (Tom Tykwer)
- Lola rennt (Tom Tykwer)
- Nogo
- Nur über meine Leiche
- Die Polizistin
- Toter Mann

## Auteurs
Onder anderen:
- Friedrich Dürrenmatt
- Susanne Mischke
- Herbert Reinecker